# Thomas Coxeter
Thomas Coxeter (1689–1747) est un historien littéraire anglais.

## Biographie
Né à Lechlade dans le Gloucestershire le 20 septembre 1689, il fait ses études à Coxwell, Berkshire, et à la Magdalen School d'Oxford. Le 7 juillet 1705, il est inscrit au Trinity College d'Oxford. Ayant terminé ses cours, il vient à Londres pour pratiquer le droit civil ; mais en 1710, à la mort de son patron, Sir John Cook, doyen des arches, il abandonne la profession d'avocat et se consacre à des activités littéraires et historiques .
En 1747, il est nommé secrétaire d'une société pour l'encouragement d'un essai vers une histoire anglaise complète. Il meurt d'une fièvre le 19 avril 1747 et est enterré dans la cour de la chapelle de l'hôpital royal de Bridewell. Sa fille est soutenue par Samuel Johnson ; elle meurt en 1807 .

## Œuvres
Une élégie dans un livre intitulé Astræa Lacrimans, publié anonymement en 1710, a probablement été écrite par Coxeter. En 1720, il contribue à un ou plusieurs des index de l'édition de Flavius Josèphe de John Hudson et en 1739 il publie une nouvelle édition de la Vie de l'évêque Fisher souvent attribuée à Richard Hall, son traducteur en latin  .
Coxeter est un collectionneur de vieilles pièces anglaises et permet à l'éditeur shakespearien Theobald de les utiliser. Il assiste également Joseph Ames (en) dans la préparation des Antiquités typographiques. En 1744, il fait circuler des propositions d'édition annotée des œuvres dramatiques de Thomas May, mais le projet n'est jamais réalisé. Dans le prospectus, il dit que, ayant décidé de "faire revivre le meilleur de nos anciennes pièces, fidèlement collationné avec toutes les éditions qui pourraient être trouvées dans une recherche de plus de trente ans", il "est arrivé à communiquer son plan à celui qui envahit maintenant it" - la référence étant à Robert Dodsley, dont la Select Collection of Old Plays est apparue en 1744. Dans le même prospectus, il promet une édition (qui n'a jamais été publiée) des œuvres de Thomas Sackville (1er comte de Dorset) .
Les collections de manuscrits de Coxeter sont largement utilisées dans Lives of the Poets de Theophilus Cibber et dans History of English Poetry de Thomas Warton. Ses déclarations doivent être reçues avec prudence, car il a inventé des titres de livres imaginaires. En 1759, une édition en quatre volumes des œuvres de Philip Massinger parait, « rassemblée par M. Coxeter » ; il est critiqué par William Gifford. D'autres - l' Edinburgh Review en 1808 et des universitaires contemporains - ont été plus élogieux .